# Eucranium planicolle
Eucranium planicolle là một loài bọ cánh cứng trong họ Bọ hung (Scarabaeidae).